# Ryohei Kimura
Ryohei Kimura (木村 良平, Kimura Ryohei, nascido em 30 de Julho de 1984) é um dublador japonês. Ele é mais conhecido por dar voz a Roche em Neo Angelique ~Abyss~, Akira Takizawa em Eden of the East, Shouma Takakura em Mawaru Penguindrum, Kodaka Hasegawa em Boku wa Tomodachi ga Sukunai e Kaito Yashio em Robotics;Notes.

## Dublagens

### Animes
1999
- Medabots - Belmont

2002
- Full Moon o Sagashite - Eichi Sakurai

2005
- Sugar Sugar Rune - Houx

2007
- Big Windup! - Shintarou Nishihiro
- Kekkaishi - Kagemiya Sen

2008
- Natsume Yūjinchō - Satoru Nishimura
- Neo Angelique ~Abyss~ - Roche
- Shigofumi: Letters from the Departed - Daiki Senkawa (ep 3)

2009
- Eden of the East - Takizawa Akira
- Zoku Natsume Yūjinchō - Satoru Nishimura

2010
- Angel Beats! - Hinata Hideki
- Big Windup! - Shintarou Nishihiro
- Heroman - Psy
- Star Driver: Kagayaki no Takuto - Ryuu Ginta/Camel Star
- Yu-Gi-Oh! 5D's - Brave

2011
- Gosick - Young Albert de Blois (ep 15)
- Boku wa Tomodachi ga Sukunai - Kodaka Hasegawa
- C: The Money of Soul and Possibility Control - Kakuta
- Hanasaku Iroha - Hiwatari Yousuke
- Kamisama Dolls - Kuga Aki
- Kimi to Boku - Asaba Yuuki
- Mawaru Penguin Drum - Takakura Shouma
- Natsume Yūjinchō San - Nishimura Satoru
- Un-Go - Yasutarou Mihara (ep 9)

2012
- Natsume Yūjinchō Shi - Nishimura Satoru, Gossiping Yokai (ep 8)
- Beyblade: Shogun Steel - Genjuro Kamegaki
- Sankarea - Furuya Chihiro
- Kuroko no Basket - Ryōta Kise
- Sakamichi no Apollon - Kaoru Nishimi
- Kimi to Boku 2 - Yuuki Asaba
- Oda Nobuna no Yabō - Yoshikage Asakura
- Yu-Gi-Oh!Yu-Gi-Oh! Zexal Special - Taiki Kimura
- Robotics;Notes - Kaito Yashio
- Magi: The Labyrinth of Magic - Judal
- Kamisama Hajimemashita - Kotarou Urashima

2013
- Arata: The Legend - Masato Kadowaki
- Boku wa Tomodachi ga Sukunai NEXT - Kodaka Hasegawa
- Blood Lad - Braz D. Blood
- Jewelpet Happiness as Takumi Asano
- Meganebu! as Hayato Kimata
- RDG Red Data Girl - Masumi Soda
- Silver Spoon - Yugo Hachiken
- Valvrave the Liberator - L-Elf Karlstein
- Sunday Without God- Lion-masked teenager (ep 5, 6)
- Kuroko no Basket - 2nd Season - Ryōta Kise
- Magi: The Kingdom of Magic - Judal
- Tokyo Ravens - Ato Touji

2014
- Buddy Complex as Tusais Framboise
- Silver Spoon 2nd season - Yugo Hachiken
- The Irregular at Magic High School - Gyobu Hattori
- "Gekkan Shoujo Nozaki-kun" - Hirotaka Wakamatsu

### PVA
- Arata-naru Sekai - Kirishima
- Kono Danshi Uchuujin to Tatakaemasu - Kakashi
- Nagareboshi Lens - Yudai

### Filmes
- Aura: Maryūinkōga Saigo no Tatakai - Yuuta Takahashi
- Cencoroll as Shū
- Eden of the East Compilation: Air Communication - Takizawa Akira
- Eden of the East the Movie I: The King of Eden - Takizawa Akira
- Eden of the East the Movie II: Paradise Lost - Takizawa Akira
- Fafner in the Azure: Heaven and Earth - Misao Kurusu
- Fullmetal Alchemist: The Sacred Star of Milos - Ashley Crichton (jovem)
- Inazuma Eleven Go vs Danball Senki W - Asta
- Nerawareta Gakuen - Yuu Jinno

### Jogos
- Big Windup! - Shintarou Nishihiro
- Custom Drive - Kannagi Shion
- Diabolik Lovers More Blood - Mukami Kou
- Eikoku Tantei Mysteria - Watson Jr
- Kingdom Hearts: Dream Drop Distance - Yoshiya "Joshua" Kiryu
- Kuroko no Basket: Kiseki no Game - Kise Ryouta
- NANA - Shinichi Okazaki (PS2 version)
- Neo Angelique ~Abyss~ - Roche
- SNOW BOUND LAND - Kai
- Phantasy Star Online 2 - Zeno
- Pokémon - Cheren (Black 2 White 2 Animated Trailer)
- Renai Bancho 2 Midnight Lesson! - Data Bancho
- Robotics;Notes - Kaito Yashio
- Super Robot Wars UX - Misao Kurusu, Simon "Psy" Kaina
- Tales of Zestiria - Sorey
- The 3rd Birthday - Dr. Blank
- The Wonderful 101 - Wonderful Red
- The World Ends with You - Yoshiya "Joshua" Kiryu
- Under Night In-Birth - Hyde
- Elsword - Add (Versão Japonesa)